# Le Cadran solaire

Le cadran solaire est un téléfilm de Michel Wyn réalisé en 1979.

## Synopsis
Anne et Philippe, couple aisé, la quarantaine, vivent heureux près de Quimper.
Anne attend Claire, sa fille de 17  ans, née d'un premier mariage, qui vit aux Etats-Unis avec son père, et vient passer l'été chez sa mère.

## Fiche technique
- Réalisateur : Michel Wyn
- Scénariste : Anne-Hélène Tromelin

## Distribution
- Francine Bergé : Anne
- Maurice Barrier : Philippe
- Laurie Grant : Claire
- Aline Bertrand : Maria
- Isabelle Ehni : Armelle
- Serge Sauvion : Yann
- Jeffrey Stevens : Steve
- Robert Lange : Ken
- Jacques Balutin : Docteur Trémeur